# Tridecagon

Tridecagon regulat

Tridecagonul este un poligon cu 13 laturi și 13 vârfuri.
Moneda de 20 de coroane cehe este în formă de tridecagon.